# Koski Duże
Koski Duże [ˈkɔski ˈduʐɛ] est un village polonais de la gmina de Perlejewo dans le powiat de Siemiatycze et dans la voïvodie de Podlachie. Il se situe à environ 6 kilomètres au sud-est de Perlejewo, à 20 kilomètres au nord-ouest de Siemiatycze et à 75 kilomètres au sud-ouest de Białystok. 
Le village compte approximativement 110 habitants.